# Attila Korodi
Attila Korodi (ur. 23 czerwca 1977 w Miercurei-Ciuc) – rumuński polityk, ekonomista i samorządowiec narodowości węgierskiej, deputowany, trzykrotnie minister środowiska (2007–2008, 2012, 2014).

## Życiorys
W 2001 ukończył studia w języku niemieckim z zakresu inżynierii ekonomicznej na Uniwersytecie Politechnicznym w Bukareszcie. W 2003 uzyskał magisterium z zarządzania strategicznego w SNSPA w Bukareszcie. Pracował m.in. na menedżerskim stanowisku w przedsiębiorstwie Porsche România, był też przedstawicielem węgierskiego państwowego holdingu prywatyzacyjnego ÁPV w Rumunii.
W latach 1994–1995 był przewodniczącym Uniunea Liceenilor Maghiari din România, związku węgierskich uczniów szkół średnich w Rumunii. Zaangażował się w działalność polityczną w ramach Demokratycznego Związku Węgrów w Rumunii, pełnił funkcję wiceprzewodniczącego rady doradczej UDMR. W 2004 został radnym okręgu Harghita.
W styczniu 2005 objął stanowisko sekretarza stanu w ministerstwie środowiska i gospodarki wodnej. Następnie od kwietnia 2007 do grudnia 2008 sprawował urząd ministra środowiska i rozwoju regionalnego w drugim rządzie Călina Popescu-Tăriceanu. W wyborach w 2008 po raz pierwszy uzyskał mandat posła do Izby Deputowanych. Z powodzeniem ubiegał się o reelekcję w 2012 i 2016, zasiadając w niższej izbie rumuńskiego parlamentu do 2020. W kwietniu 2012 został ministrem środowiska i leśnictwa w rządzie Mihaia Răzvana Ungureanu; zakończył urzędowanie wraz z całym gabinetem już w następnym miesiącu. W marcu 2014 objął stanowisko ministra środowiska i zmian klimatycznych w trzecim rządzie Victora Ponty, które zajmował do grudnia tegoż roku. W 2020 został wybrany na burmistrza Miercurei-Ciuc (reelekcja w 2024).